# Zoofonia
Zoofonia ou zoophonia é um método de transcrição da vocalização de animais por meio dos signos tradicionais da música desenvolvido em 1830 pelo pintor e inventor Hercule Florence (1804-1879). A técnica da zoofonia elaborada por Florence é considerada precursora da bioacústica, ciência multi-disciplinar que combina a biologia e a acústica.
O método surgiu quando Hercule Florence participou como ilustrador científico da Expedição Langsdorff, na qual percorreu o interior do Brasil fazendo anotações e desenhos sobre fauna e flora local. Retornando ao Rio de Janeiro em 1829, Florence organizou o material da expedição que ficara em sua posse a fim de publicá-lo. A dificuldade em encontrar um método prático para a publicação de seu tratado sobre a zoofonia levou Florence a desenvolver outra de suas invenções em 1830, a poligrafia.
O manuscrito do tratado de Zoophonia, Recherche sur la voix des animaux, ou essai d’un nouveau suject d’ètudes, offert aux amis de la nature, foi publicado em 1831 no Rio de Janeiro pela tipografia R. Orgier. Nele, Florence define:
| “ | Mineralogia é estudo da natureza passiva. Zoologia é estudo da natureza ativa. Zoofonia é estudo da natureza falante. | ” |

A proposta de estudo dos sons animais por meios musicais, ou seja, com o conhecimento musical instrumentalizando o conhecimento científico, sem quaisquer equipamentos que o ajudassem na captação e na análise dos sons, é considerada uma das invenções pioneiras de Florence.